# دار الباشا
دار الباشا هو معلم تاريخي وقصر يقع في المدينة القديمة لمراكش بالمغرب.  وكان مملوكًا للتهامي الكلاوي باشا مراكش خلال فترة الحماية الفرنسية على المغرب، تم تحويله إلى متحف منذ سنة 2017.

## تاريخ
يعود تاريخ بناء دار الباشا إلى سنة 1910 وكانت مقرًا لسكن التهامي الكلاوي والذي منحه السلطان مولاي يوسف لقب «باشا مراكش» في عام 1912.  ومن الضيوف الذين زاروا الدار نجد كوليت وموريس رافيل وتشارلي شابلن وجوزفين بيكر ونستون تشرشل وغيرهم. 

## متحف دار الباشا
تم تجديد القصر من قِبل مؤسسة الموسيقى الوطنية المغربية وتم تحويله إلى متحف يُعرف باسم متحف دار الباشا والذي افتتحه محمد السادس في 9 يوليو 2017. 
المتحف يحمل أيضا معارض مؤقتة تسليط الضوء على جوانب مختلفة من الثقافة المغربية. 

## هندسة معمارية
تعتبر دار الباشا مثالاً جميلاً للهندسة المعمارية المغربية حيث تتميز بوجود نافورة وأشجار برتقال في الفناء المركزي ومناطق جلوس تقليدية وحمام تقليدي. 
تم الحفاظ على العديد من ميزات التصميم الداخلي الأصلية وترميمها، بما في ذلك الأبواب الخشبية المنحوتة والمرسومة والأرضيات الرخامية ذات اللونين الأسود والأبيض والسقوف المغطاة بفسيفساء زليج الملونة والأعمدة المطلية بأصباغ طبيعية مثل النيلي والزعفران والخشخاش . 

## بيت القهوة
يوجد مكان لشرب القهوة في فناء المتحف، حيث تم إنشاءه لإحياء الفن الحديث في القصر.

## معرض الصور

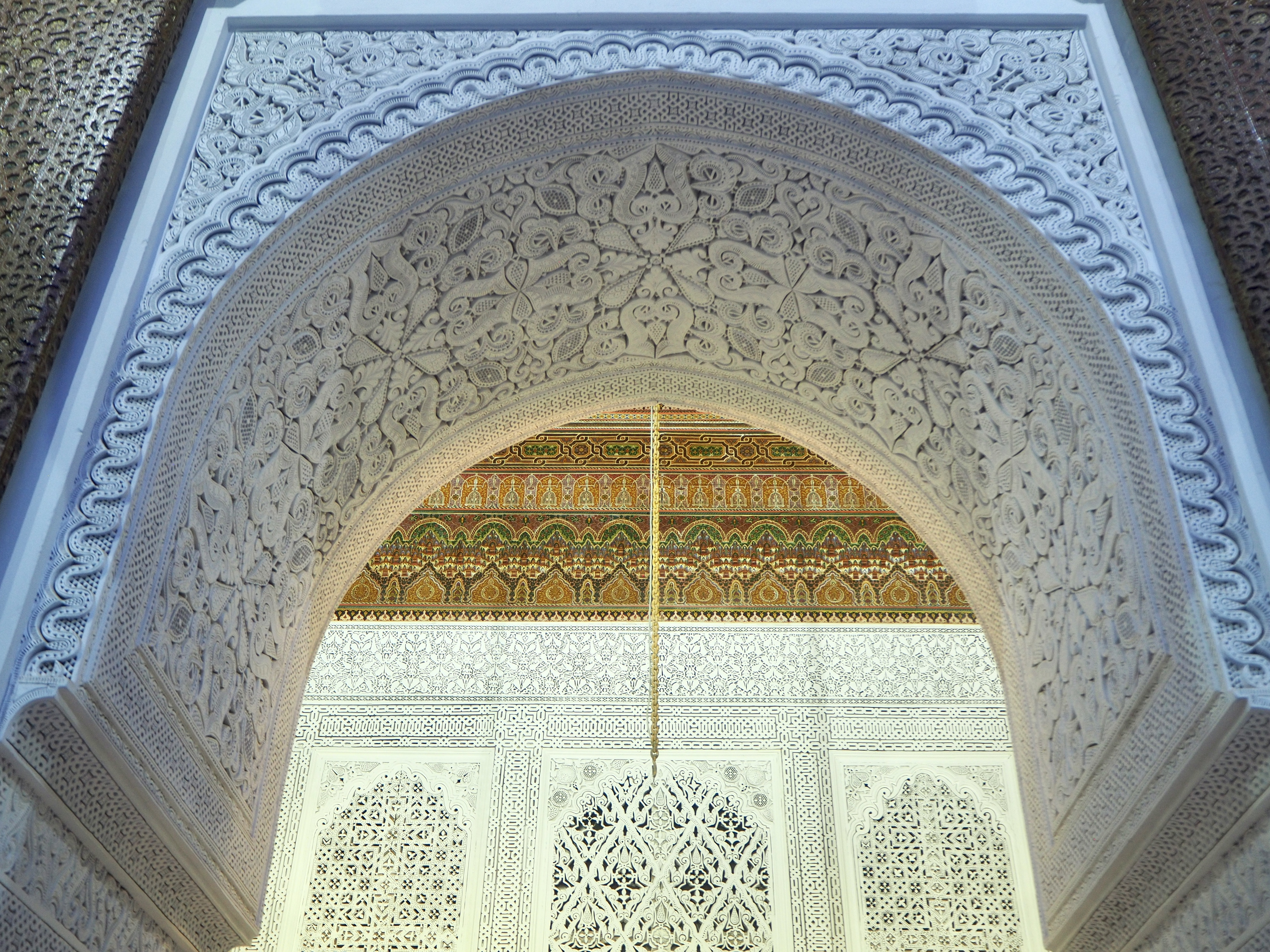
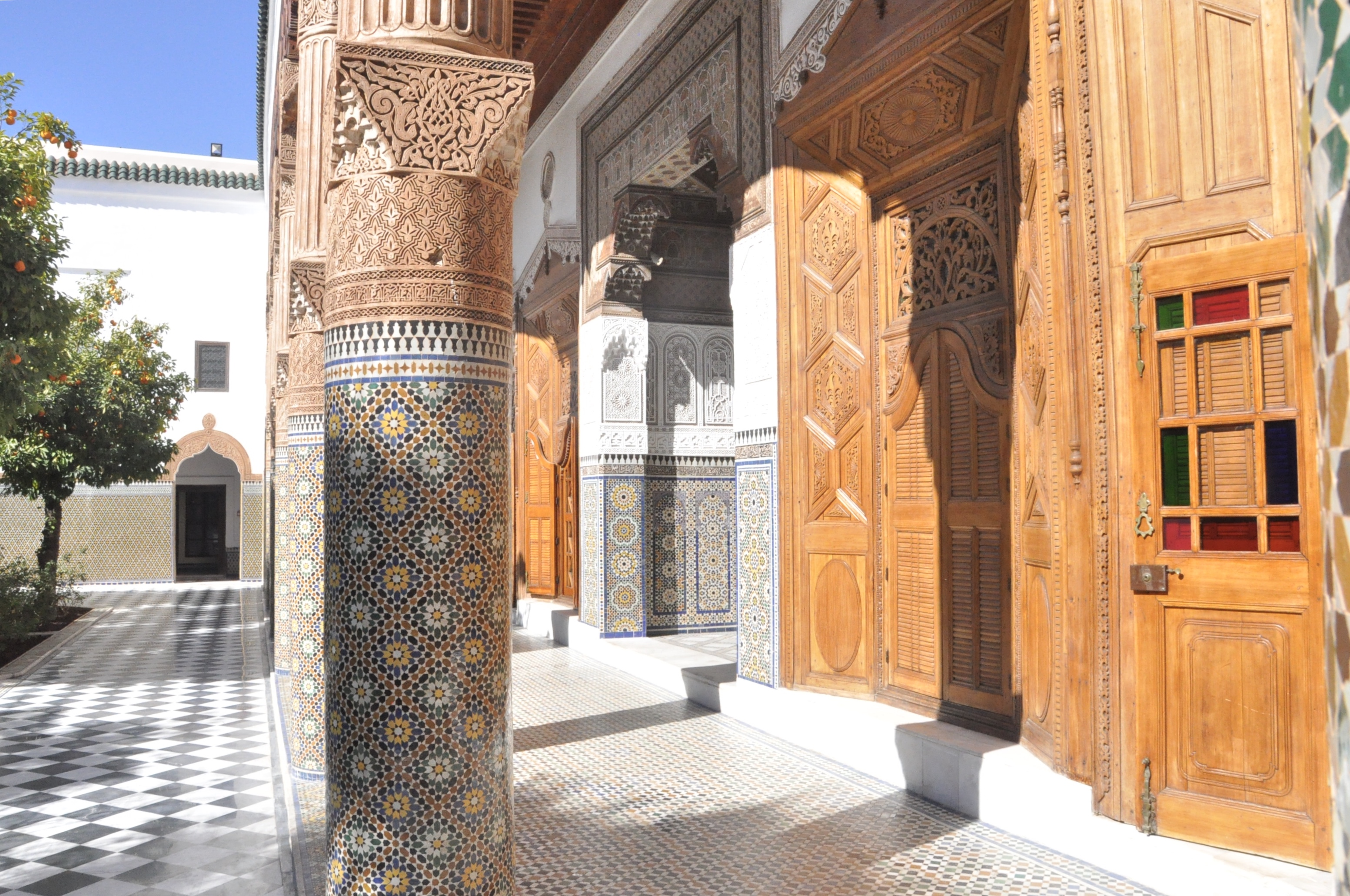
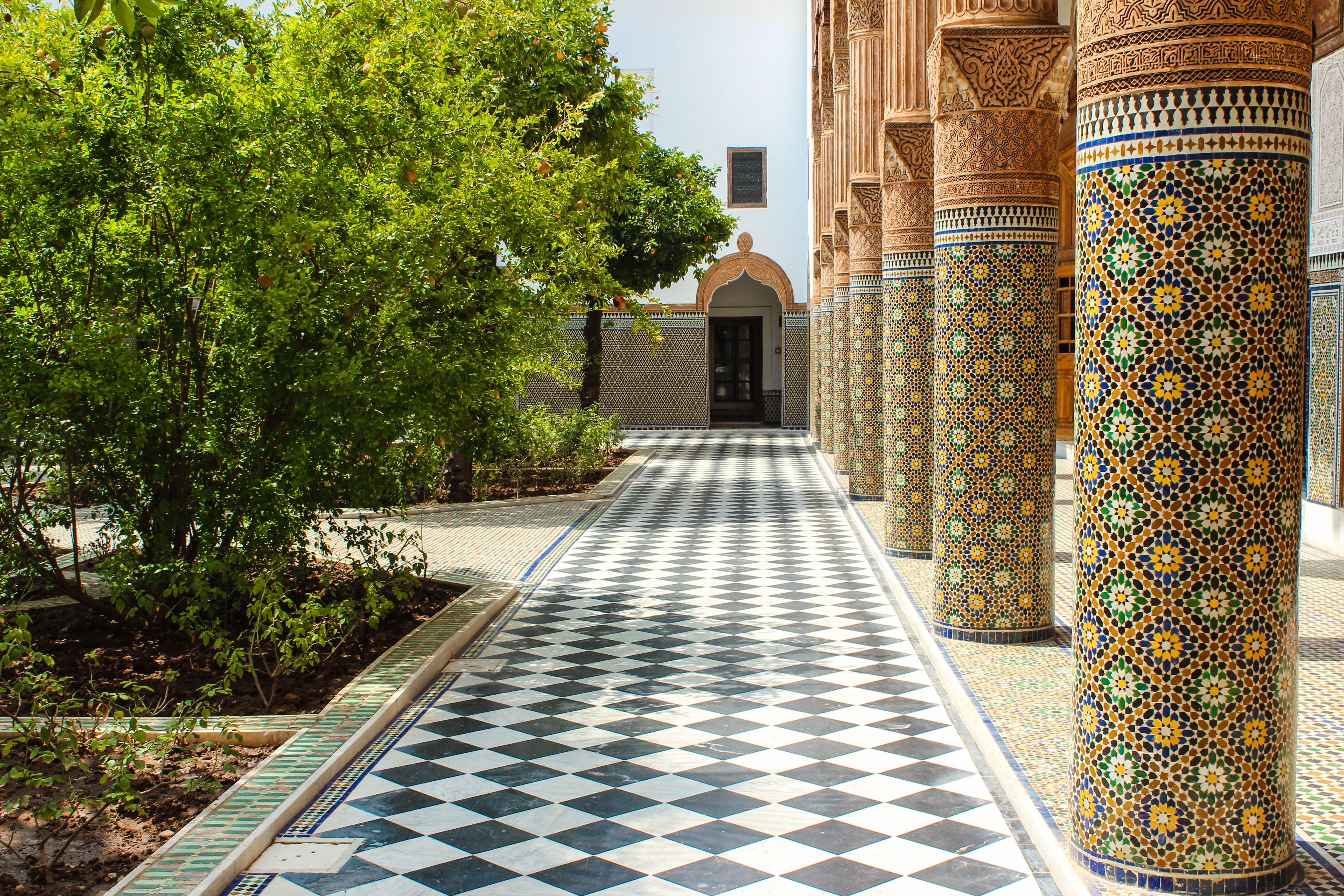
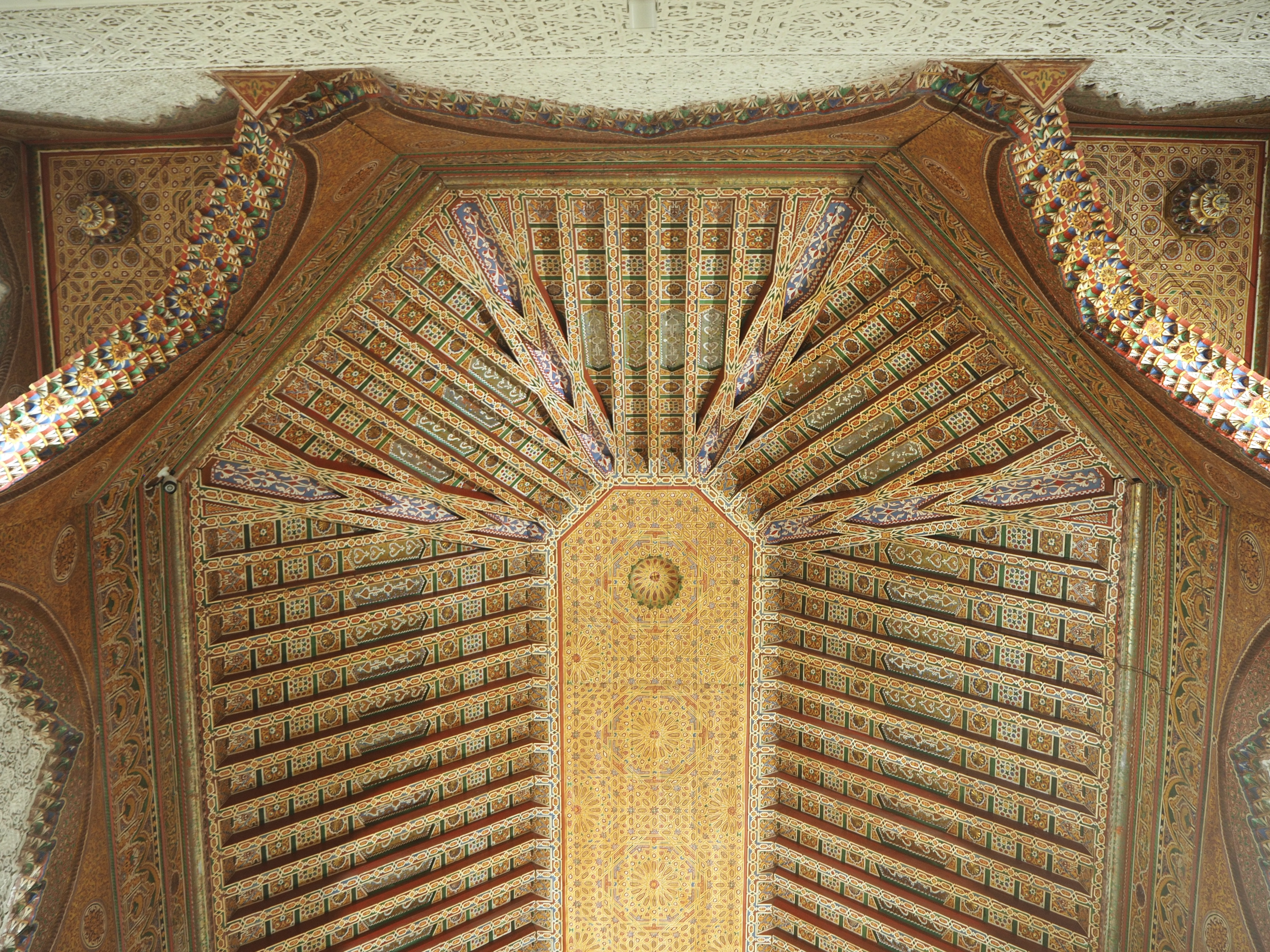
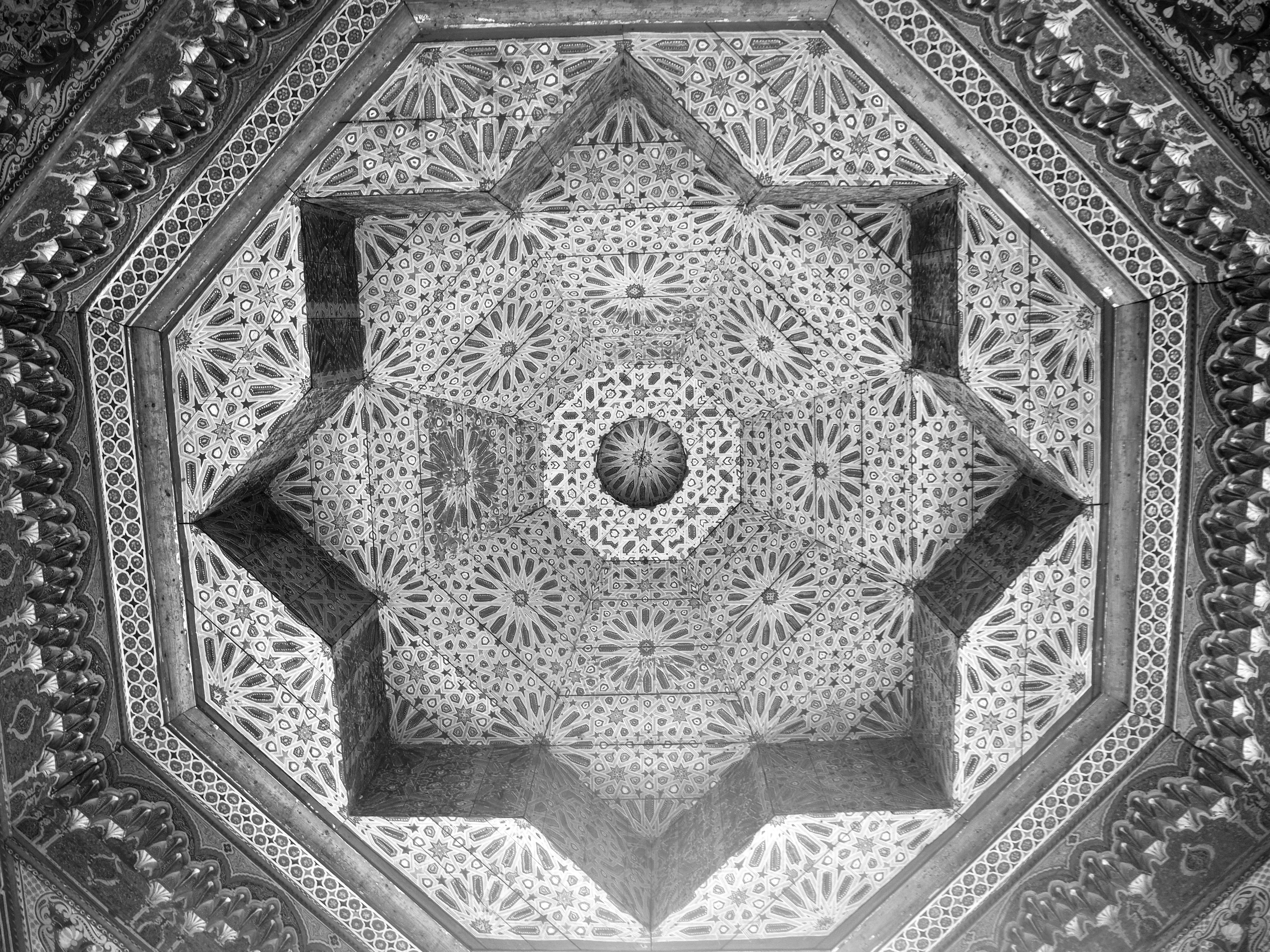

## روابط خارجية
- دار الباشا - متحف التقاء (مراكش) - 2019 كل ما تحتاج إلى معرفته قبل أن تذهب (مع صور)
- دار الباشا | مراكش، المغرب الجذب السياحي
- قم بزيارة متحف التقاء مراكش (دار الباشا) في مراكش، ومعرض الفن الإسلامي في مراكش، ومعرض للبيانات التاريخية والأثرية في مراكش